# Секст Герментидий Кампан
Секст Герменти́дий Кампа́н (лат. Sextus Hermentidius Campanus; умер после 97 года) — римский государственный деятель конца I века.
Согласно надписи от 28 декабря 93 года, в это время Кампан находился в должности легата пропретора провинции Иудея. Он, вероятно, правил провинцией до 97 года. Именно в этом году, в правление императора Нервы, Кампан занимал должность консула-суффекта.